# Shalin 1
Shalin 1 is het vijfde deel van de epische fantasy stripreeks Servitude, getekend door Eric Bourgier, op een script van Fabrice David. Het album verscheen bij uitgeverij Daedalus in 2017 uitsluitend met harde kaft.  Bij het opzetten van de reeks dachten de auteurs aan vijf boeken genoeg te hebben om het hele verhaal te vertellen. Dat bleek niet genoeg te zijn, reden dat Shalin uit twee delen bestaat.

## Voorwoord
Op de binnenkaft van het album  is een kaart van het koninkrijk van de Zonen van de Aarde opgenomen. In het voorwoord is een profetie opgenomen van Riddrakvolk.

## Verhaal
Na de vernietigende nederlaag bij Al Astan zijn de overlevenden door de woestijn gevlucht naar Shalin, een heilige plaats voor de Riddrak, het nomadenvolk. In deze woestijnstad bevinden zich ook Drekkars die zich onder Sëkal afgescheiden hebben en hier een nieuw bestaan willen opbouwen. Het vluchtende leger heeft maar een voorsprong van drie dagen op de achtervolgers, het leger van de Viriëls en de Drekkars.
De hertog van Omel heeft maar een wens en dat is de ijzeren kroon veroveren die koning Riben van Arkanor draagt. Het Drekkarsleger heeft als opdracht meegekregen de vluchtelingen uit Farkas te vernietigen.
De Riddrak, de Drekkars van Sëkal en de zonen van Arkanor werken samenwerken aan de verdediging van de woestijnstad. Het luchtschip waarop Kiriël en Fl’ar zich bevinden maakt een noodlanding in de woestijn, dicht bij Shalin. Ook zij sluiten zich aan bij de verdedigers.